# Museo del Ferrocarril de Bulawayo
El Museo del Ferrocarril de Bulawayo (establecido en 1972) es un museo del ferrocarril ubicado en la estación de tren de Bulawayo en Zimbabue, que alberga varias exposiciones sobre la historia del sistema ferroviario de ese país, anteriormente Rhodesia. Sus exhibiciones más antiguas datan de 1897, e incluyen el vagón personal de Cecil Rhodes. El museo es propiedad de National Railways of Zimbabwe (NRZ). Debido a la grave escasez de material rodante, algunas locomotoras de vapor del museo se han restaurado y vuelto a poner en servicio.

## Exhibiciones
Las exhibiciones principales se agrupan en siete clases diferentes:
1. Locomotoras de vapor
2. Locomotoras diésel eléctricas
3. Autocares y Salones
4. Vagones
5. Carros
6. Grúas ferroviarias
7. Otros artículos diversos[7]

### Artefactos, arte y fotografía
También hay una serie de artículos y obras de arte relacionadas con la industria ferroviaria en el museo. Estos incluyen imágenes del día en que la Reina del Reino Unido visitó Rodesia, imágenes del "tren blanco", una crónica de Cecil Rhodes con sus muebles en su autocar, máquinas de escribir, máquinas expendedoras de boletos de tren, boletos de tren, pases de tren, tableros de destino, maquetas de locomotoras y autocares.

## Edificios
Hay dos edificios clave en el Museo del Ferrocarril de Bulawayo. El primero, justo al lado de la entrada, es la estación de Shamva y el otro es el salón principal que alberga muchas de las exhibiciones especiales.

### Estación de Shamva
Se trata de un edificio típico de la estaciones de ferrocarriles de Rhodesia, desmantelado y trasladado de Shamva al museo para que sirva de recepción principal. Consiste en una oficina de venta de billetes con la mayoría de los tablones de anuncios y el equipo (pluviómetro, extintores de incendios, etc.) que se esperaba que tuviera una estación de tren durante la época del ferrocarril de Rhodesia.

### Sala principal
Esta sala fue una vez el taller mecánico de la estación de Bulawayo. En ella se puede encontrar gran parte del equipo mecánico que se utiliza allí y en la estación. También hay un muro de la fama de los ingenieros mecánicos en jefe desde el inicio de Rhodesia Railways hasta 2013. Esta sala alberga las exposiciones más importantes del Museo.

## Gestión y propiedad
El Museo es propiedad de los National Railways of Zimbabwe, pero antes era propiedad de Rhodesia Railways. Está dirigida por el Gordon Murray, miembro de la empresa desde hace mucho tiempo, pero posteriormente jubilado.